# Grude landskommun
Grude landskommun var en tidigare kommun i dåvarande Älvsborgs län.

## Administrativ historik
Kommunen bildades i Grude socken i Gäsene härad i Västergötland när 1862 års kommunalförordningar trädde i kraft.
Vid kommunreformen 1952 uppgick kommunen i Gäsene landskommun som 1974 uppgick i Herrljunga kommun.

## Politik

### Mandatfördelning i Grude landskommun 1946
| 4 | 5 | 2 | 4 |

| 14 |